# Академско друштво за неговање музике „Гусле“ из Кикинде
Академско друштво за неговање музике „Гусле” се налази на територији Кикинде и постоји од 1876. године, што га чини једним од најстаријих музичких друштава у Србији.

## Историјат
На иницијативу Јована Пачуа 1873. године основан је мушки хор, који је 1876. године допуњен женским вокалима, када је и прерастао у Певачко друштво „Гусле“. 
Први наступ је био 14. фебруара 1876. године. Ово Друштво 1877. године добија назив „ГУСЛЕ, Друштво за неговање музике“. Оснивач и први председник био је адвокат Милан Петровић Тутуров (1844-1903).
Већ 1880. на место хоровође долази Роберт Толингер, музичар изузетног музичког образовања. Толингер је током десет година живота и рада у Кикинди компоновао велики број композиција за мушки и мешовити хор као и за соло певање, које „Гусле“ у то време штампају у Бечу и значајно доприносе тадашњој музичкој култури. Добар део Толингеровог штампаног опуса налази се и чува и данас у „Гуслама“.
Друштво је у периоду после 1990. у сарадњи са РТС и РТВ снимило и објавило неколицину документарних филмова („Ревена у Кикинди“, „Бадњак у Кикинди“ „Лазарице“...) као и радио емисије за потребе Радио Кикинде, Радио Новог Сада и Радио Београда.
Велики народни оркестар „Гусала“  формиран је од стране Зорана Петровића који и данас руководи истим. На челу тамбурашког оркестра је данас Живица Грастић.

## Друштво данас
Многобројне секције које се одржавају у оквиру установе у којим су већински укључена деца и млади су једна од активности, а у оквиру Друштва постоји и научно-истраживачки одбор, у коме су активни бројни угледни стручњаци из области етномузикологије, етнокореологије и етнологије. У склопу Друштва посотји и  радионица за израду и реконструисање костима, народних ношњи и сценског костима.

## Секције
- школа фолклора (шест група) – Драгослав Танацков, Магдалена Попов и Игор Попов
- дечји извођачки фолклорни ансамбл – Магдалена Попов и Игор Попов
- припремни фолклорни ансамбл – Игор Попов
- извођачки фолклорни ансамбл – Игор Попов
- мешовити омладински хор- Ева Француски Арањош
- дечји хор „Цврчак“ - Ева Француски Арањош и Олга Мандић
- школа тамбуре – Игор Адамов
- секција народних инструмената – Јанко Петровић
- велики народни оркестар – Зоран Петровић
- омладински народни оркестар -Владимир Милованов
- мушка и женска певачка група – Игор Попов и Магдалена Попов
- ветерански фолклорни ансамбл и рекреативна фолклорна група – Игор Билић и Магдалена Попов
- ансамбл за модерну музику – Јанко Петровић

## Награде и признања
Академско друштво за неговање музике "Гусле" је добитник многих значајних признања и награда, међу којима су и  Вукова награда и Искра културе.